# Crisis tirotóxica
La crisis tirotóxica, tirotoxicosis o tormenta tiroidea es un síndrome caracterizado por niveles excesivos de hormonas tiroideas circulantes en el plasma sanguíneo. Después de las descompensaciones de la diabetes y de la tetania (por hipocalcemia), es la urgencia más frecuente en endocrinología, seguida por la insuficiencia suprarrenal aguda.[cita requerida]
Es producida por el aumento de la secreción interna de la hormona tirotrópica de la hipófisis, que estimula la generación de hormona en la glándula tiroides. Esta glándula aumenta de tamaño y la enfermedad se suele denominar "bocio tóxico". El exceso de esta hormona aumenta el metabolismo del organismo. Otras causas de tirotoxicosis pueden cursar sin hipertiroidismo, como la tiroiditis subaguda. Es un factor de riesgo para la enfermedad de Wernicke.

## Etiología

### Procesos previos (anamnesisohistoria clínica)
- Enfermedad de Graves, lo más frecuente.
- Bocio multinodular tóxico, a veces.
- Yatrogénica: por medicación procedente de centros de adelgazamiento no controlados por las autoridades sanitarias.

### Mecanismos patogénicos

#### Tipos de crisis tirotóxica

##### Crisis tirotóxica quirúrgica
- Sucede después de tiroidectomía subtotal, por deficiente control preoperatorio con yodo y antitiroideos. Actualmente es muy poco frecuente.

##### Crisis tirotóxica médica
- En tirotoxicosis no tratada, por no estar diagnosticada o por abandono del tratamiento recomendado.

- Por suministro inadecuado de yodo

- Por suministro inadecuado de hormona tiroidea sin control médico para tratar la obesidad.

#### Factores desencadenantes
- Infección
- Traumatismo
- Urgencia quirúrgica
- Acidosis diabética
- Tiroiditis por irradiación
- Toxemia gravídica
- Parto

## Diagnóstico
Cuatro signos, si se presentan simultáneamente, son patognomónicos:
- Ansiedad.
- Temblor no intencional.
- Disnea, con taquipnea y polipnea.
- Exoftalmos bilateral, en el cual el ojo está hacia afuera de la cavidad orbital y se ve el blanco del ojo (esclerótica) entre el iris y el párpado superior y también entre el iris y el párpado inferior.

Además, si disponemos de ECG veremos en él que hay fibrilación auricular.
Ante esta situación hay que acudir rápidamente a un hospital mejor que a un centro de salud.
Es importante conocer esta emergencia dado que, aunque no es muy frecuente, el tratamiento puede ser realizado en un hospital de primera línea, pues no se requieren abundantes medios, ya que basta disponer de ECG, sonda nasogástrica, fluidoterapia parenteral y de la medicación adecuada.

### Síntomas
Es un cuadro de hipermetabolismo intenso:
- Exoftalmos y a veces bocio previos al cuadro.
- Pródromos: náuseas, vómitos y dolor abdominal.
- Fiebre, que casi siempre es muy elevada: 42 °C o más.
- Disnea, con polipnea y taquipnea.
- Sudoración profusa.
- Temblor.
- Inquietud.
- Delirio, o psicosis.
- Tardíamente, cerca ya de la irreversibilidad aparecen apatía, estupor, y coma con hipotensión marcada.

### ECG
Taquicardia sinusal o ectópica, y a veces signos de acidosis e hiperpotasemia.

### Radiología
Posible derrame pleural, pinzamiento del ángulo costofrénico o signos de éstasis por el edema pulmonar de la insuficiencia cardiaca congestiva.

### Ecografía
Dos imágenes son típicas:
a) De "infierno tiroideo", por hipervascularización de la glándula, en bocios difusos.
b) Imagen de adenoma tóxico si el bocio es nodular.

### Laboratorio (analítica)
Como es mortal en un 20 % de los casos, ha de instaurarse el tratamiento sin esperar a la confirmación analítica del diagnóstico.
Se observa:
- T3, T4 altísimas con TSH baja, como se esperaba.

- Anticuerpos antitiroideos si hay tiroiditis autoinmune.

- Analítica propia de los procesos subyacentes: leucocitosis de la infección, hiperglucemia, hiperpotasemia y acidosis  en la descompensación diabética, etc

## Tratamiento

### Para frenar la síntesis hormonal
Se usa un antitiroideo a dosis alta (oral o por sonda nasogástrica), después de machacar los comprimidos, como neotomizol o mejor propiltiouracilo (en España éste solo está disponible como medicación extranjera). La acción es más lenta que la del yodo.

### Para oponerse a la liberación de hormona tiroidea
Para frenar la liberación hacia plasma, y con  acción inmediata, se usa el yodo en solución saturada de yoduro potásico o de yoduro sódico, salvo, obviamente, en la tirotoxicosis inducida por yodo. También se pueden usar contrastes yodados, como el ácido iopanoico o el ipodatosódico, que además de su contenido en yodo son potentes inhibidores de la conversión de la T4 en T3.

### Para contrarrestar la acción simpaticomimética de la hormona tiroidea
Se utiliza propanolol intravenoso, con control de ECG.

### Tratamiento propio del hipertiroidismo inducido por yodo
El perclorato potásico suele ser eficaz, pero puede producir, raramente, una grave aplasia medular.

### Medidas de sostenimiento de las constantes vitales
- Hidrocortisona parenteral que inhibe el paso de T4 a T3 y además tiene efecto inmunosupresor en la enfermedad de Graves, pero que no estará indicada si una infección grave desencadenó el cuadro.

- Corrección de la deshidratación y de las posibles hiponatremia, acidosis e hiperpotasemia.

- Tratamiento enérgico de la hiperpirexia con antitermicos y a veces con medidas físicas como compresas húmedas, hielo y ventiladores.

### Tratamiento de las situaciones desencadenantes
- Antibioticoterapia de la infección.

- Control de la diabetes descompensada.

## Clasificación
La tirotoxicosis suele dividirse en dos grupos, aquellos trastornos asociados con un aumento de la función tiroidea y aquellos que cursan sin hiperfunción de la glándula tiroides. Es más frecuente en mujeres que en hombres.
- Hipertiroidismo primario
  - Enfermedad de Graves
  - Bocio multinodular tóxico
  - Adenoma tóxico
  - Metástasis funcionante de cáncer de tiroides
  - Mutación activadora del receptor de TSH
  - Estruma ovárico
  - Fenómeno de Jod-Basedow
- Hipertiroidismo secundario
  - Adenoma hipofisario secretor de TSH
  - Síndrome de resistencia a la hormona tiroidea
  - Tumores secretores de la gonadotropina coriónica humana
  - Tirotoxicosis gravídica
- Tirotoxicosis sin hipertiroidismo
  - Tiroiditis subaguda
  - Tiroiditis silente
  - Destrucción tiroidea:
    - Radiación
    - Amiodarona
    - Infarto de adenoma

  - Tirotoxicosis ficticia

## Pronóstico
La mortalidad ha descendido a un 20 % en la actualidad, estableciéndose por lo general la normalidad clínica al cabo de una semana con el tratamiento adecuado. Posteriormente se seguirá el tratamiento antihipertiroideo habitual.